# Liste des cours d'eau du Paraná
 (mars 2025).
Liste des principaux cours d'eau de l'État du Paraná, au Brésil.

## Rio

### A/C
- Rio Açu
- Rio Açungui
- Rio Adelaide
- Rio Água Quente
- Rio Águas Vermelhas
- Rio Água Branca
- Rio Água Amarela
- Rio Alonzo
- Rio Areia ou Rio da Areia
- Rio Andrada ou Rio Andrade
- Rio Azul
- Rio Bandeira
- Rio do Banho
- Rio Barabaqua
- Rio Barra Grande
- Rio Barreiro
- Rio Belo
- Rio Benjamim Constant
- Rio Boa Vista
- Rio Bonito
- Rio Borboleta
- Arroio da Botuca
- Rio Branco
- Rio Belém
- Rio Cachoeira
- Rio Caiuá
- Rio Campo Real
- Rio Canoas
- Rio Canoinhas
- Rio Cantu ou Rio Cantú
- Rio Capanema
- Rio Capão Grande
- Rio Capivari
- Rio Capricórnio
- Rio Caracú
- Rio Carajá
- Rio Carantuva
- Rio Cavernoso
- Rio Chopim
- Rio Cinco Voltas
- Rio das Cinzas
- Rio Claro
- Rio das Cobras
- Rio do Cobre
- Rio Congonhas
- Rio Corumbataí
- Rio Cunhaporanga

### D/M
- Rio Encantado
- Rio da Faca
- Rio da Fartura
- Rio Feio
- Rio Floriano
- Rio Formoso
- Rio Forquilha ou rio Inhandava
- Rio Fortaleza
- Rio Goioerê
- Rio Goio-Bang
- Rio Gonçalves Dias
- Rio Grande
- Rio Guarani
- Rio Lajeado Grande dos Índios ou Lajeado Grande dos Índios
- Rio Guarauninha
- Rio Iapó
- Rio Iguaçu
- Rio Imbaú
- Rio Imbituva
- Rio Ipiranga (Paraná)
- Rio Iporã
- Rio Itapirapuã
- Rio Iratim
- Rio Iratinzinho
- Rio Itaúna
- Rio Itararé
- Rio Ivaí
- Rio Ivaizinho
- Rio Jacaré
- Rio Jacarezinho
- Rio Jaguariaíva
- Rio Jangada
- Rio Jararaca
- Rio dos Jesuítas
- Rio Jordão
- Rio Jutuva
- Rio Laranjal
- Rio Laranjeiras
- Rio Lajeado
- Rio das Lontras
- Rio Lonqueador
- Rio Macacos
- Rio Mamboré
- Rio Marrecas
- Rio Mato Rico
- Rio Maurício
- Rio do Meio
- Rio Melissa
- Rio Miringuava
- Rio Mourão
- Rio Muguilhão

### N/X
- Rio Negro
- Rio Ocoi
- Rio da Onça
- Rio Palmital
- Rio dos Papagaios
- Rio Paracaí
- Rio Paraná
- Rio Paranapanema
- Rio Parati
- Rio Passa Três
- Rio Passa Una
- Rio Passaúna
- Rio Pato Branco
- Rio dos Patos
- Rio da Pescaria
- Rio Piên
- Rio Pinhão
- Rio Pimpão
- Rio Piraí
- Rio Piraí-Mirim
- Rio Piquiri
- Rio Pirapó
- Rio Piraquara
- Rio Pitanga
- Rio Pitangui
- Rio Poço Bonito
- Rio Ponta Grossa
- Rio Potinga
- Rio da Prata
- Rio Puturã
- Rio Quati
- Rio Ribeirinha
- Rio Represa Grande
- Rio Ribeira
- Rio do Rocha
- Rio do Salto
- Rio Santana ou Rio Sant'Ana
- Rio Santo Antônio
- Rio São Francisco
- Rio São Francisco Falso (Braço Norte)
- Rio São Francisco Falso (Braço Sul)
- Rio São Jerônimo
- Rio São João
- Rio São João Surrá
- Rio São Lourenço
- Rio São Sebastião
- Rio Sapucai ou Rio Rebouças
- Rio Siemens
- Rio Tacaniça
- Ribeirão Tamanduaeté
- Rio Tapera
- Rio Tatuí
- Rio Tormenta
- Rio Tapiracuí
- Rio Tibagi
- Ribeirão do Tigre
- Rio Tricolor
- Rio Tourinho
- Rio Turvo
- Rio Ubazinho
- Rio Uberaba
- Rio Urutago
- Rio da Várzea
- Rio do Veado
- Rio Verde
- Rio Vermelho
- Rio Vitorino
- Rio Vorá
- Rio Xambrê

## Arroio
- Arroio Bonito ou Rio da Anta
- Arroio Guaçu
- Arroio Poço Grande
- Arroio Rafael
- Arroio Zororó

## Lajeado
- Lajeado Tucuiduva

## Ribeirão
- Ribeirão Andirá
- Ribeirão das Antas
- Ribeirão do Diabo
- Ribeirão Bandeirante
- Ribeirão da Barra
- Ribeirão Coroa de Frade
- Ribeirão do Corvo